# Sveta Ana
Sveta Ana es un municipio y localidad de Eslovenia situado en el noreste del país. La parroquia, de la cual la localidad toma su nombre, está dedicada a Santa Ana. Ésta también figura en el escudo de armas del municipio. Fue construida entre 1693 y 1705 y renovada en el siglo XIX.